# Bremer Werften

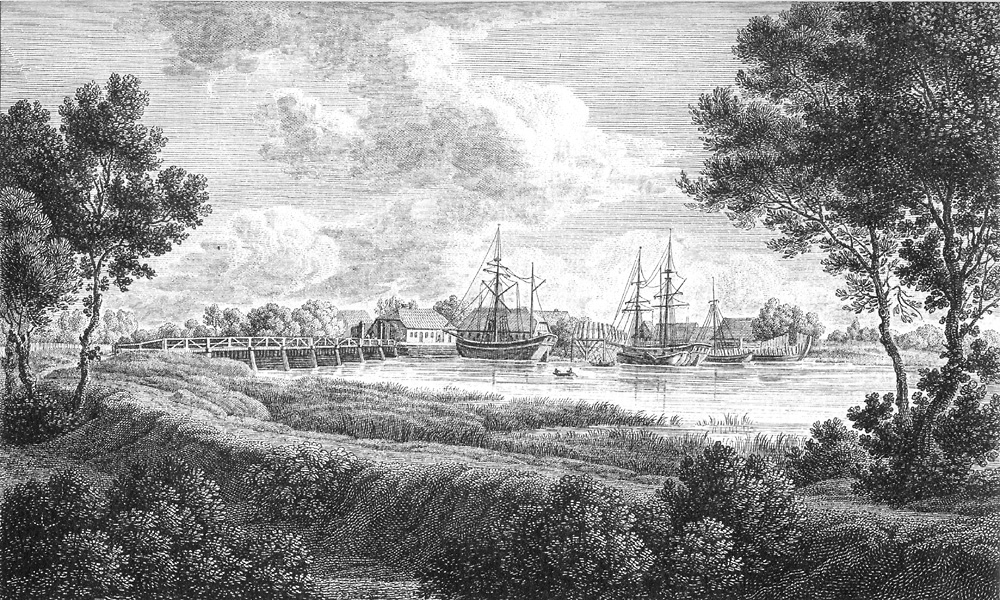
Einen Eindruck aus dieser Zeit vermittelt das Bild von Anton Radl (1774–1852) „das Zollhaus an der Brücke über die Lesum, fertige und im Bau liegende Schiffe aus dem Jahr 1818/1819“

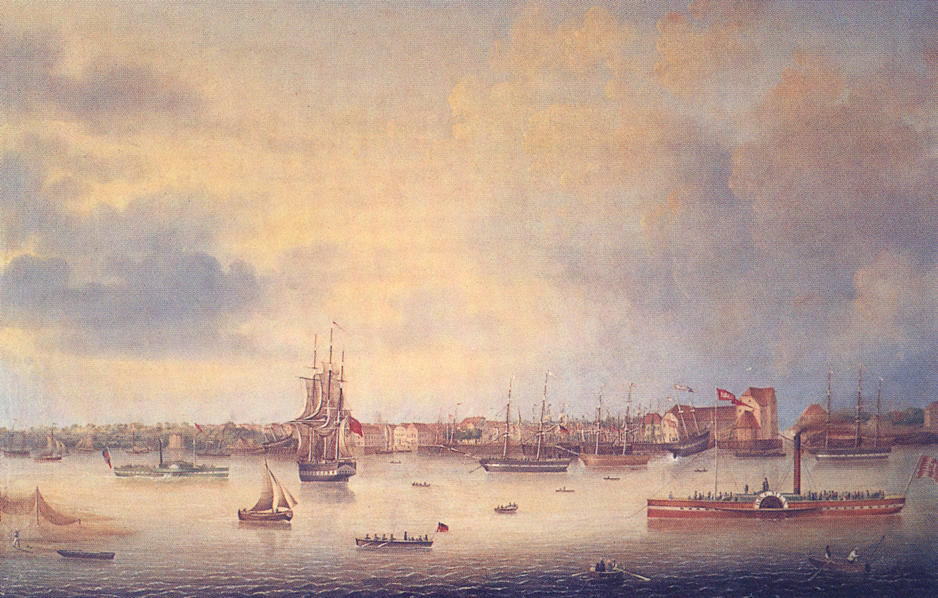
Ansicht von Vegesack (Bremen) an der Weser im Jahr 1847. Ölgemälde von Carl Justus Harmen Fedeler (1799–1858).

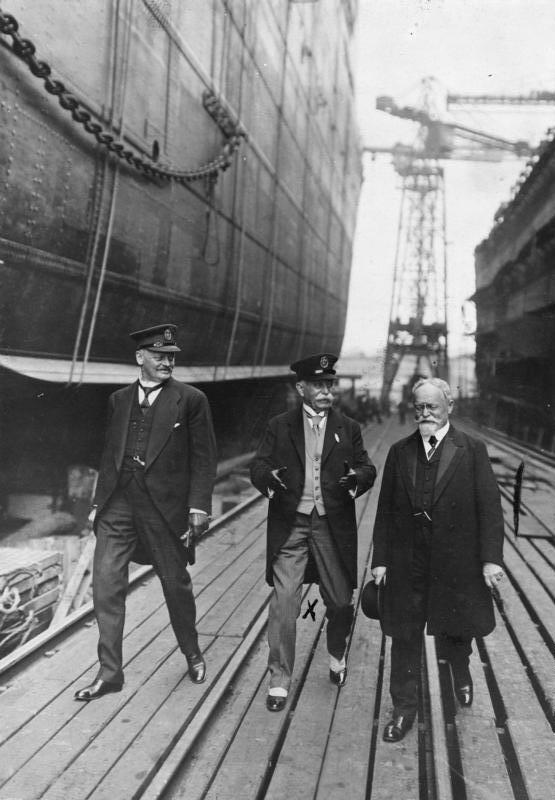
P. Heineken (NDL), F. von Zeppelin und V. S. Nawatzki (BV) bei der Taufe vom Lloyddampfer Zeppelin am 9. Juni 1914 beim Bremer Vulkan

Es werden Bremer Schiffswerften ab 1800 betrachtet, die sich zu dieser Zeit der versandeten Weser im Bereich der Aue- und Lesummündung ansiedelten. Der beginnende Bremer Handel mit Übersee forderte Barken und Vollschiffe statt der in der Ost- und Nordsee vorwiegend eingesetzten Besanewer und Galioten.

## Bremer Werften ab 1800
Die ersten Werften in Bremen wurden im 17. Jahrhundert gegründet, sie sind zum Teil unbekannt geblieben, da die Grenzen zwischen einem Schiffbauplatz (Lastadie), einer Bootswerft und einer Schiffswerft zu dieser Zeit fließend sind. Daher werden Werften ab 1800 betrachtet und mit einigen Daten und Anmerkungen versehen. Nicht lange vorher hatte sich der Bremer Seehandel von der Ost- und Nordsee nach Übersee, vorwiegend nach Mittel- und Nordamerika verlagert.
Die Betriebe entstanden nicht immer gleich als Schiffswerften, sondern einige begannen als Bootswerften, wie z. B. Lürssen und die Rolandwerft, als Maschinenfabriken, wie die spätere A.G. Weser, sowie als reedereieigene Reparaturwerften (Adlerwerft) bzw. Armaturenfabriken (Atlaswerft).

## Übergang vom Segel zum Dampf und vom Holz zum Stahl
In den folgenden Jahren nach 1800 fanden mehrere Entwicklungen statt, die den Schiffbau mehr oder weniger stark beeinflussten. Der Dampfantrieb wurde zum Beispiel von Johann Lange (später Bremer Vulkan) auf dem Raddampfer Die Weser 1817 eingebaut. Erst rund 20 Jahre später baute er den nächsten Dampfer. Die letzten Segler als Frachtschiffe wurden noch 100 Jahre später gebaut, als die Dieselmotoren begannen, die dampfbetriebenen Dreifachexpansionsmaschinen abzulösen. Der Übergang vom Holz- zum Eisen- und danach zum Stahlschiffbau war gleitend aber bedeutsam. Er führte vom Handwerksbetrieb zum Industriebetrieb. Auch hier war Lange um 1845 der Erste an der Weser, der Eisenschiffe baute. Hier soll auch Waltjen & Leonhard (später A.G. Weser) angeführt werden, die 1843 eine Maschinenfabrik und Eisengießerei gründeten.

## Heutiger Stand (2010)
Die Rolandwerft gehörte als 100%ige Tochter der Peene-Werft zur Hegemann-Gruppe. Im April 2010 wurde die Detlef Hegemann Rolandwerft GmbH & Co. KG an die Bremer Lürssen-Gruppe verkauft, die die Werft zum 1. Juni 2010 übernommen hat. Damit verbleiben zwei Werften, die derzeit noch Schiffe bauen.

## Liste der Bremer Werften

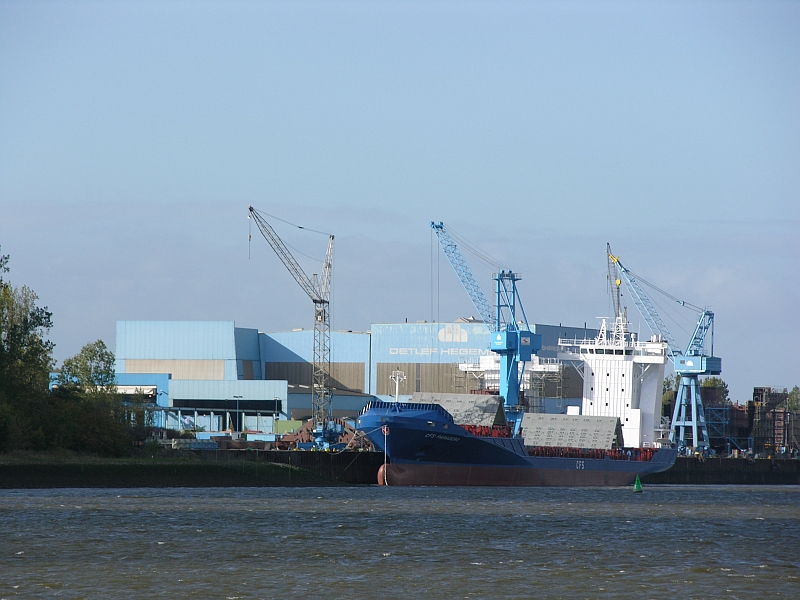
Detlef Hegemann Rolandwerft in Berne gehört seit 2010 zu Lürssen

| Name                          | Zeitraum | Standort          | Bemerkung |
| ----------------------------- | --- | ----------------- | --- |
| Abeking & Rasmussen           | 1907–heute                                                                                                  | Bremen-Vegesack   | |
| Adler Werft                   | 1951–1964                                                                                                   | Bremen            | Die Adler Werft ging aus der Argo-Hafenwerkstatt hervor, die die Argo-Flotte betreute |
| Atlaswerke                    | 1911–1961                                                                                                   | Bremen            | 1902 vom Norddeutschen Lloyd als Norddeutsche Maschinen- und Armaturenfabrik gegründet, die 1911 in die Atlaswerke umgewandelt wurde |
| Bosse-Werft                   | 1780–1869                                                                                                   | Bremen-Burg       | Gründung durch Hinrich Bosse (1734–1811). |
| Bremer Schiffsbaugesellschaft | 1883–1895                                                                                                   | Bremen-Vegesack   | Ursprünglich H. F. Ulrichs, 1883 zu der AG Bremer Schiffsbaugesellschaft umgewandelt, 1895 vom Bremer Vulkan übernommen |
| Bremer Vulkan                 | 1893–1997                                                                                                   | Bremen-Vegesack   | Vorläufer war die J. Lange Werft, 1895 erweitert durch Übernahme der Bremer Schiffbaugesellschaft |
| E. Burmester                  | 1920–1978                                                                                                   | Bremen-Burg       | Yacht- und Bootswerft, die auch Kriegsfahrzeuge (u. a. Minensucher) baute, 1941 wurde in Swinemünde eine Zweigwerft errichtet |
| G. Clausen                    | 1801–1830                                                                                                   | Bremen            | 1806 Menke & Clausen |
| D. Hegemann                   | 1978–heute                                                                                                  | Bremen            | D. Hegemann erwarb 1978 die Rolandwerft, um für sein Bauunternehmen Bagger und Schuten zu warten und zu bauen, später nach Berne umgezogen, die Peenewerft und die Volkswerft Stralsund übernommen                                                                              |
| P. Jantzen                    | 1738–1813                                                                                                   | Bremen-Vegesack   | J. Jantzen gründete die Werft, P. Jantzen übernahm sie 1802 von seinem Bruder, nach seinem Tod übernahm Jürgen Sager 1814 die Werft |
| J. Lange                      | 1805–1893                                                                                                   | Bremen-Vegesack   | Ab 1837 Zweigbetrieb in Bremerhaven, Stammwerft des Bremer Vulkan |
| Lürssen-Gruppe                | 1875–heute                                                                                                  | Bremen-Vegesack   | Fr. Lürssen beginnt als Bootswerft, berühmt geworden durch Rennboote, Schnellboote, später kleine Handelsschiffe und innovative Lotsenboote, Seenotkreuzer u. a. Heute ist die Gruppe über ihre Tochtergesellschaften Fr. Lürssen im Yaxhtbau und NVL im Marineschiffbau aktiv. |
| Rolandwerft                   | 1913–heute                                                                                                  | Bremen-Hemelingen | Beginn mit Sportbooten, Schnellboote, Minenräumboote, Betonschlepper. Ab 1950 Küstenmotorschiffe, Fähren, Seebäderschiffe; 1972 Konkurs; 1978 an Hegemann, 2010 an Lürssen verkauft                                                                                             |
| Sager                         | 1814–1869                                                                                                   | Bremen-Vegesack   | 1814 Jürgen Sager übernahm die Werft von J. und P. Jantzen, nach seinem Tod 1841 von Peter Sager weitergeführt |
| Karl Sarstedt OHG             | 1971 – ? errichtet auf dem Platz des Betriebsteils Rönnebeck der Ruhrorter Schiffswerft und Maschinenfabrik | Rönnebeck         | Bau des ersten MPOSS-Schiffes, Sektionsbau für den Bremer Vulkan |
| H. F. Ulrichs                 | 1839–1883                                                                                                   | Bremen-Vegesack   | Ab 1855 Zweigbetrieb in Bremerhaven; Nach Ulrichs Tod 1865 führt sein Sohn Carl den Vegesacker Betrieb weiter, 1883 zu der AG Bremer Schiffsbaugesellschaft umgewandelt, 1895 vom Bremer Vulkan übernommen; der Bremerhavener Betrieb wird von Seebeck übernommen               |
| Waltjen & Leonhard            | 1845–1872                                                                                                   | Bremen            | Waltjen & Leonhard, später Waltjen & Co.; baute vorwiegend Radschlepper; 1872 Übergang in AG Weser |
| Bernhard Wencke               | 1839–1848                                                                                                   | Bremen            | Der Vater Friedrich Wencke baute ab 1925 einige Boote, B. Wencke übersiedelte als Reeder nach Hamburg; errichtete in Hamburg die Werft B. Wencke Söhne |
| A.G. Weser                    | 1872–1983                                                                                                   | Bremen            | Waltjen & Co. wurde 1872 zur A. G. Weser, 1905 nach Bremen Gröpelingen umgezogen, dort Helgen für den Großschiffbau errichtet, 1926 Deschimag, 1945 wieder A.G. Weser, Helgen vergrößert, ab 1970 Großtankerbau, 1983 nach 1170 gebauten Schiffen geschlossen                   |